# نورت وندرگریفت-پلیزنت ویو (پنسیلوانیا)
نورت وندرگریفت-پلیزنت ویو (به انگلیسی: North Vandergrift-Pleasant View) یک منطقهٔ مسکونی در ایالات متحده آمریکا است که در شهرستان آرمسترانگ، پنسیلوانیا واقع شده‌است. نورت وندرگریفت-پلیزنت ویو ۱٬۳۵۵ نفر جمعیت دارد.